# デスクリムゾン
『デスクリムゾン』（DEATH CRIMSON）は、エコールソフトウェアが1996年8月9日にセガサターン向けに発売したゲーム。

## 概要
元はCADを業務としていたエコールソフトウェア（以下、エコール）が、パズルゲーム『ぱっぱらぱおーん』に続けて、同社社長真鍋賢行のもとで開発・発売したゲームソフト第2作であり、セガ（後のセガ・インタラクティブ）の『バーチャコップ』に続くガンコントローラー「バーチャガン」対応ソフト第2弾でもあった。
しかし、開発スタッフの人数や経験などが不足していた中で、無理に様々なアイデアを詰め込もうとした結果、オープニングデモに始まり演出・画面描画・操作性・ゲームバランスなどゲーム全体にわたってあまりに多くの問題を抱えてしまった。このことからゲーム雑誌のレビューで厳しい評価がなされ、また購入したユーザーからも酷評を浴びた。その一方で独特の不条理さや不可解な台詞、ゲーム雑誌の読者評価ランキングで最下位の常連となったことなどがかえってゲームファンの注目を集めた。そして「クソゲーの帝王」「最下位帝王」「デス様」などの異名を付けられ、後に続編が発売されるなどエコールの看板ソフトとなっている。
2018年11月14日、発売から22年を経て作曲者渡辺邦孝によるサウンドトラックCD「Death Crimson Soundtracks」が発売された。

## ゲーム内容

### オープニング

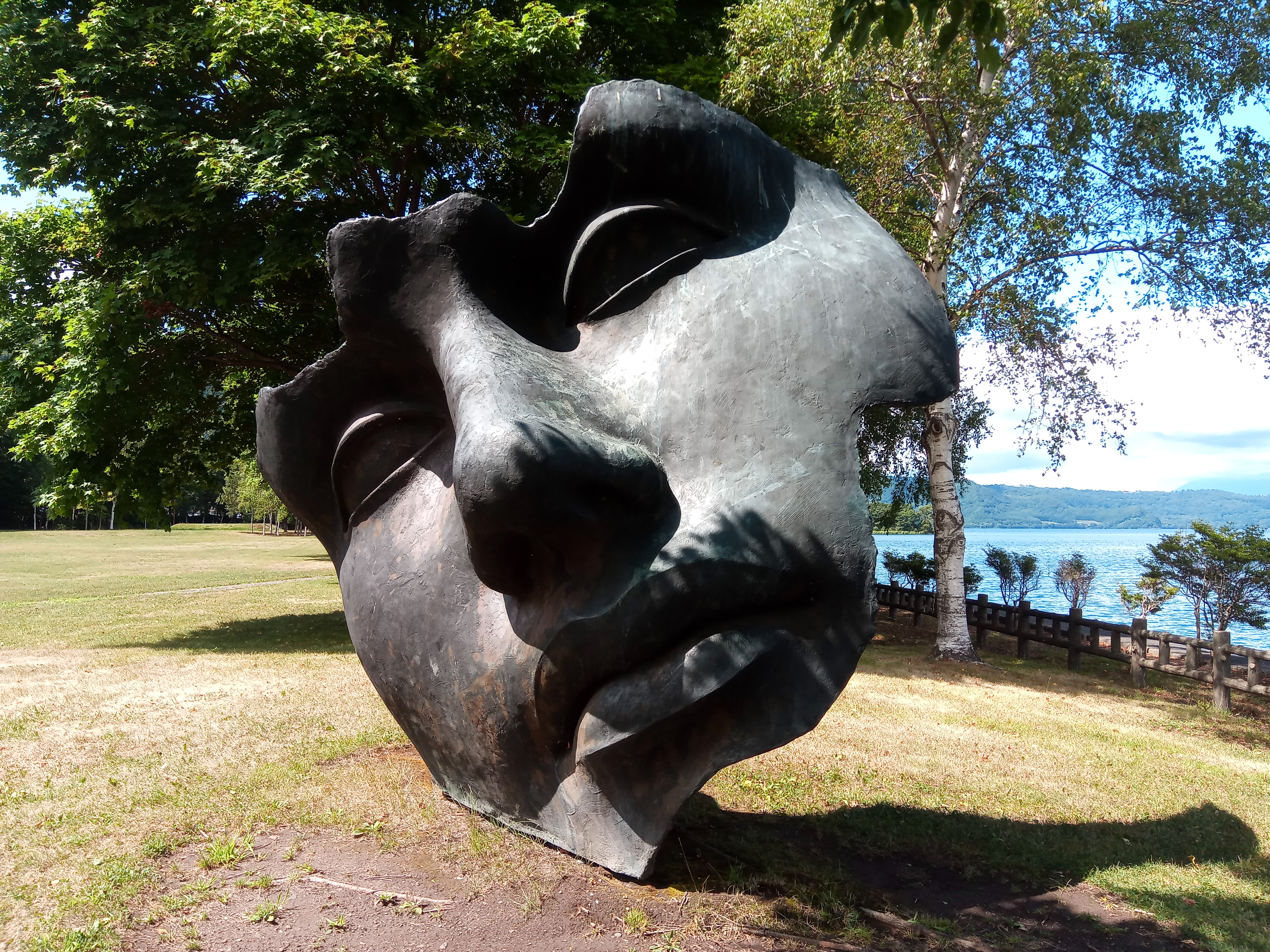
イゴール・ミトライ作「月の光」。（洞爺湖畔）

ゲームを起動してまずプレイヤーの目に飛び込んでくるのが、溶岩とも血溜まりとも付かない背景の上に、どことなくアジアの民族音楽を彷彿させる音楽に乗せて、壊れかけのデスマスクのようにも見える仮面が2枚浮かんでいるという画面で、この上を "ECOLE" の五文字が回転しながら飛んでくるという、「怖い」とまで評されるメーカーロゴ画面である。また、この画面はどうやっても飛ばせないので、プレイヤーは毎回この画面を見ることになる。これは北海道・洞爺湖の有珠山噴火記念公園にある彫刻「月の光」（イゴール・ミトライ作）とされている。
メーカーロゴ、タイトル画面に続くオープニングデモは、説明らしい説明が満足に無いまま進んでゆく。
まず3次元コンピュータグラフィックス（3DCG）で描かれた角張ったモンスターが力の抜けたような吠え声を上げる。続けて主人公・コンバット越前のプロフィールが表示される。タイプライターのような効果音と共に一文字ずつプロフィールが表示されるのだが、画面と音とが明らかにずれている。そしてそのプロフィールには「Full Name 越前康介」「Code Name コンバット越前」とあるが、コードネーム中に本名丸出しで匿名の意味を為していない。そして、ワイヤーフレームで表示された身体にテクスチャが貼り付けられてコンバット越前の姿が映し出されるが、微妙に曲がりくねっており、左手の先が細く、脚の長さが左右で違っているように見える。

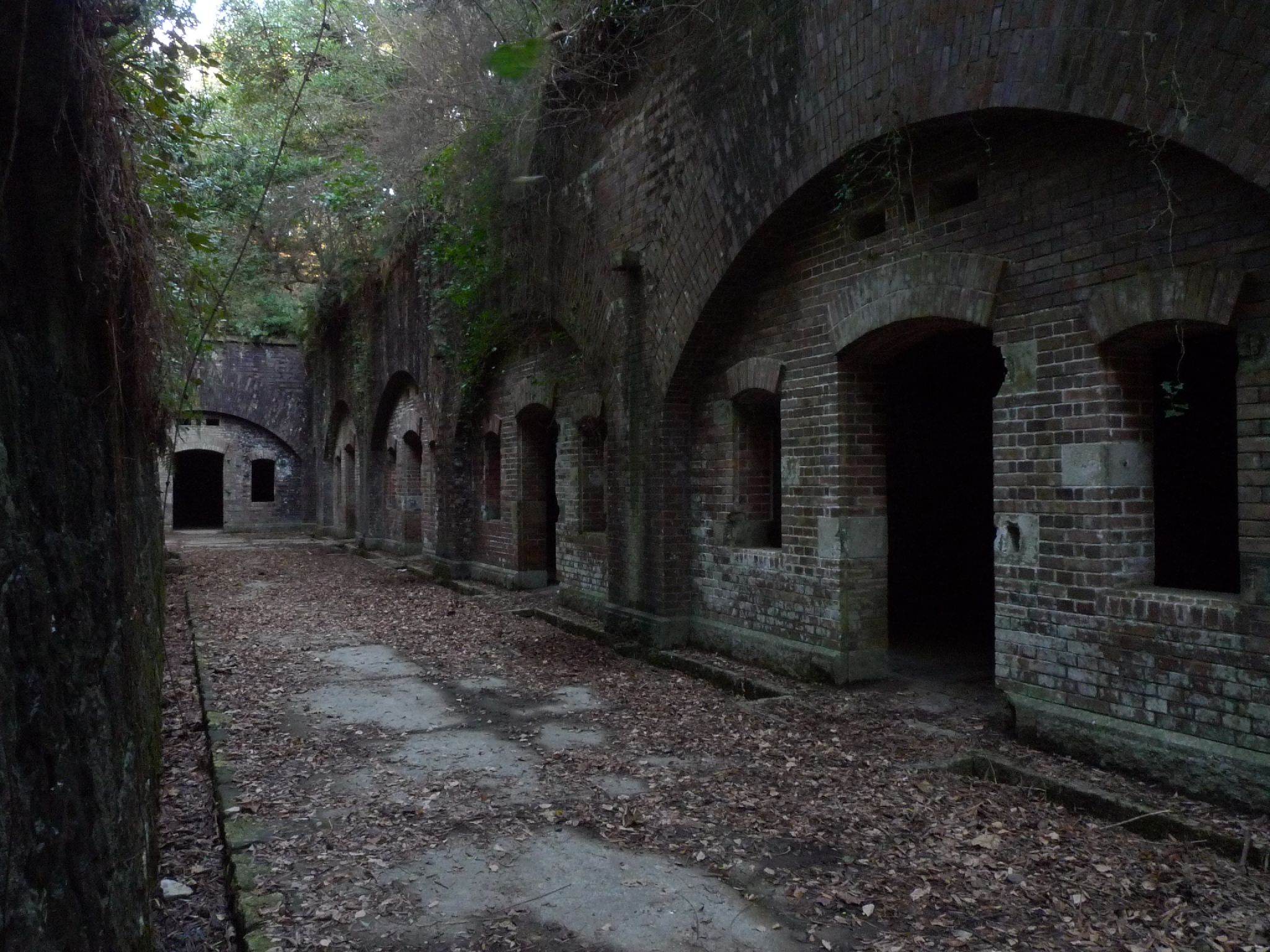
オープニングデモの実写映像は和歌山市の離島、友ヶ島内の由良要塞で撮影された。なお、映像の撮影を行ったのは代表取締役である真鍋賢行本人。

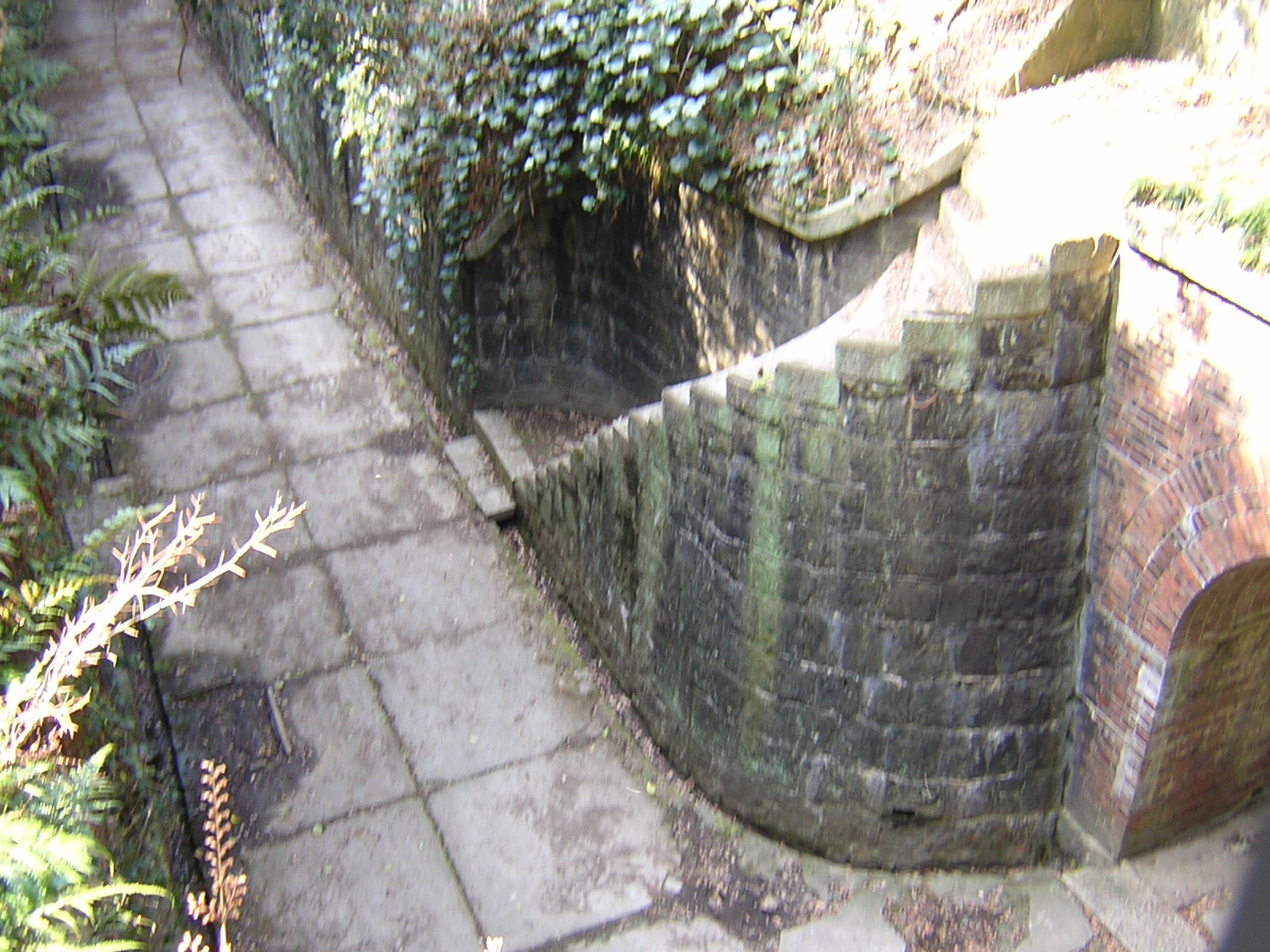
「上から来るぞ」の階段を上から撮影

その後、越前の股間辺りから不規則に回転しながら飛び出す白い背景に赤抜きした文字の"DEATH CRIMSON"のタイトルが現れ、平仮名を読んでいるかのような発音でナレーションがタイトルコールをする。その後続けて画面に現れるのが、どこかの森と廃墟をホームビデオで撮りながら走り回ったような、セピア色の画質の粗い動画である。機関銃とヘリコプターの音からどうにか戦場が舞台だと分かるが、説明らしい説明はまるでない。そしてコンバット越前と仲間の台詞が流れてくるが、声がやたらと甲高く、同じ声優が無理やり声を変えただけの演技だと丸分かりであるため、独り言で延々と喋っているように聞こえる。
また、この際の越前や仲間の台詞と画面の動きとがちぐはぐである。例えば、越前が途中で「上からくるぞ!気をつけろ!」と叫ぶが、ちょうどその時は階段を登って上方向に向かっているシーンであるため、上に敵がいることを予想しておきながらなぜ上に行くのかという疑問が生じる（『フリーズ！ -デスクリムゾン・レゾナンス-』では「あえて危険な方向に身を置くことで、万にひとつの活路を見つけようとしているらしい」と語られている）。さらに、階段が出現した場面では、「何だ!この階段は!」と階段を降りながら話しているが、その階段は至って普通のものである。
もっとも有名なシーンとしては、シーンが進んで廃墟の中に入り込み3つほど並んでいる扉のところまで来たところで画面が切り替わり、3DCGの扉を開けるシーンが流れる場面がある。この時越前は「せっかくだから、俺はこの赤の扉を選ぶぜ!」と叫ぶが、何がどう「せっかくだから」なのかも分からなければ、目の前にある扉はどう見ても赤くなく、「選ぶ」と言いつつ3DCGの扉はそもそも1つしか無いので選ぶ余地も無いなど、謎だらけのセリフになっている。この不可解な台詞は『デスクリムゾン』のファンの合言葉になっている他、『デスクリムゾン』と関係のない話題の中でもしばしば（あまり選択の余地がなさそうな物に対して）「せっかくだから俺はこの○○○を選ぶぜ!」という言い回しが使われるなど、ゲームファンの流行語となっている。

### システム
本作の基本的なゲームシステムは、主人公・コンバット越前の視点で3DCGによって描かれるシーン内を自動で移動しながら、ガンコントローラーを銃に見立てて、画面の中に現れる敵キャラクターを狙い撃つものである。
弾の装填数は6発で、画面外を撃つことでリロード（再装填）する。ガンコントローラーがない場合はセガサターン付属のコントロールパッドが使用でき、この場合は左親指側にある方向ボタンで照準カーソルを移動させ、右親指側のAボタンで射撃、Xボタンでリロードできる。
主人公の使う銃「クリムゾン」は、持ち主の精神を蝕みながら進化するという設定で、射撃を敵に当ててゆくことで銃に様々な付加能力が加わるという特徴がある。「銃の進化」は、「進化レベルゲージ」を溜めることで可能になる。画面右下にゲージが表示されており、敵を撃つと増加し、外すと減少する。ゲージが最大まで溜まると、
- 第1段階でレーダーのように敵の位置を表示する「サイトスコープ」の追加
- 第2段階で「オプション銃（後述）」に進化
- それ以上ではゲージが最大に溜まったところで「1UP（コンティニューするために必要なクレジットの増加）」

の効果が得られる。
オプション銃は引き金（ボタン）を引き（押し）続けて右上に表示されるゲージを溜めることによって、進化ゲージと引き換えに発動させることができる。どのオプション銃になるかはシーンごとに決められている。
マシンガン
シーン1,4,7で使用可能。自動で15連射する。
ボムショット
シーン2,3,5,6で使用可能。爆弾を発射し、それを撃つと周囲の敵を殲滅できる。
ミサイル
シーン8で使用可能。ミサイルを発射し、画面上の敵を殲滅する。
またこの作品では、倒した直後の敵に「追い撃ち」をかけることによってスコア（得点）を稼ぐことができる。
ステージは最初は2つまで選択でき、ステージ1はシーン1・2・3の3つ、ステージ2はシーン4・5の2つのシーンを戦い抜いた後、それぞれのステージのボスキャラクターとの戦いになる。ボスとの戦いでは画面の端に表示された矢印を撃つことで矢印の方向を向くことができる。2つのステージをクリアするとステージ3を選択することができ、ここではシーン6・7・8の3つのシーンをクリアすると最後の敵・デスビスノスとの決戦になる。
ステージ1
シーン1 サロニカの街
シーン2 リムブルク大学
シーン3 コネラート橋
ボス フライリハード
ステージ2
シーン4 イズキット川
シーン5 アッシムの館
ボス ムーラ
ステージ3
シーン6 サファール遺跡
シーン7 シャナファーラ
シーン8 デスビスノスの宇宙船
ボス デスビスノス

### 問題点
合わせづらい照準
ガンシューティングゲームにとってかなり致命的な問題である。一応の対策として、ゲーム開始前にガンコントローラーの照準を合わせる「照準設定」があるが、このゲームでは1発撃つとそのままステージ選択に戻ってしまうため、照準が合っているのかどうか確認できない。銃を画面に接触させて撃っても照準がずれる上、そのずれ方も一定ではなく癖があるため、この癖を読みながら照準の調整をする必要がある。
ゲームパッドだとカーソルの移動速度が速すぎて的に照準を合わせづらく、非常に操作が難しい。
説明書には記載されていないが、マウスでも操作できる。ただし、リロード用のボタンがマウスには無い。
画面の描画・演出の問題
パッケージ裏に「全編流れる美しい3DCGの世界」などと書いてあるにもかかわらず、雑誌のレビュアーが最初バグかと思ってしまったぐらいに粗く汚い。さらに動きも変で、前世代のゲーム機を思わせるようなものである。
各シーン開始前にはただそこの場所の名前が表示されるのみで、文章やデモシーンなどによる説明は一切無い。街中、ジャングル、宇宙船など、シーンごとに場所が一変する。シーン内の移動はうろうろとして回り道が多く、明らかに人間離れした速度や、どう見ても空中を飛んでいるとしか思えない視点の動き方をする場面もある。
敵の描写も雑で、何もないところから目の前に突然現れる。しかもその動きのパターンが乏しく、攻撃を受けてもなぜこちらがダメージを受けたのかが分からない。
ユーザーインターフェースの面でも、リロードを促す表示は弾を撃ち切った時点ではなく、弾を撃ち切った状態でトリガーを引いた時に表示されるため、不便である。またガンコントローラーでプレイしている場合、当時のライトガンの性質もあるが、射撃のたびに画面が点滅する。
説明のない「撃ってはならない相手」
時々敵に混じって白い服の男が現れるが、これは敵ではなく一般人、つまり撃ってはならない相手である。これを撃ってしまうとペナルティとしてダメージを受ける。ステージによっては一般人同様に唐突にムササビが現れるが、これも撃ってはならない。そして、この一般人やムササビに関して説明書にもゲーム中にも何も説明が無い。これらの動きも敵同様に不自然である。
使いづらい「進化する銃」
このゲームの特徴である「進化する銃」は、場面に応じて特殊攻撃ができるものの、通常攻撃は強化されない。敵の位置が分かるサイトスコープも、通常シーンでは自由に移動できないため意味が無い。一方ボス戦ではこの形態で固定であり、視点の切り替えが可能なので活用できる。ただしそれ以上銃が進化しない。そしてシーンをクリアすると進化させた銃が元に戻ってしまう。
難易度の問題
上記の通り、照準の合わせづらさ、敵が突然現れ描写が分かりづらいことに加えて、その攻撃も時として異常に速い。さらにこの種の他のゲームにはある無敵時間（一度ダメージを受けると短時間無敵になる緩和時間）がこのゲームにおいては全く無いため、敵が連続して攻撃してくるとひとたまりもなくやられてしまう。コンティニュー直後であろうと容赦はなく、同時に三体以上の敵に攻撃されると即死してしまう。しかもコンティニューするためのクレジットは最初は1しかない（つまりやられても一回しかコンティニューできない）。ステージ1の最初であっても、もたついているとゲーム開始後いきなり立っている数体の敵に攻撃されてあっという間にゲームオーバーになってしまう。
クレジットは、先述したように銃の進化を利用したり、空中を飛んでくる 'HIT HERE"と書かれた板を撃つことで1クレジット増やしたり、ステージ内に置かれている「エコール噴水」というオブジェを撃って5クレジット増やしたり、ステージ終了後に得点に応じてクレジットが増加するなどで獲得できる。しかしステージ1・2のボス戦では強制的にクレジットが10減らされる。
テンポの悪さ
ゲーム全体を通してテンポが悪く、単調である。特にゲームオーバーになると飛ばせないメーカーロゴまで逆戻りさせられる。
乏しいオプション設定
オプション設定にはサウンド設定（ステレオかモノラル）があるだけで、難易度調整も初期クレジット数の設定も無い。
問題の多い説明書などの表記
説明書の文章も、これを見せられた出版社のスタッフが見ても「何が書いてあるのか分からない」。ストーリーは壮大そうだがまるで意味をなしておらず、また、越前や敵の細かい設定などゲームにはあまり関係ないことの記述はあるが、先述したように一般人やムササビに関する説明が無い。
文章も統一性が無く、例えばページの題名からして、コントロールパッドでの操作を説明しているp.3は「コントロールパッド」、バーチャガンでの操作を説明しているp.4は「操作説明」とばらばらである。ボタンと操作の対称もp.3では「Aボタン…弾を撃つ」、p.4では「弾を撃つ…トリガーを引く」と順序がひっくり返っている。
ストーリーでは現在ヨーロッパで「KOT症候群」という奇病が流行していると書かれているが、説明書でもゲーム本編でもその具体的内容についての説明はない。ただし "Kot" にはドイツ語で「糞、排泄物」という意味がある。
説明書では "STAGE" を "STEGE" と、ゲーム中のエンディングにおけるスタッフロールでは "STAFF" を "STUFF" と表記している。特に後者の "stuff" は、英語で「素質」や「原料」という意味の他に、「がらくた、駄作」といった意味がある。
ハイスコアランキングではプレイ時の年月日も表示されるが、年の表示が西暦下2桁のように見えるが適切に処理しておらず、2000年にプレイすると年が100になってしまう。

## ストーリー
それは10年前のことであった。「コンバット越前」こと越前康介は戦友のダニー、グレッグとともにマルマラ軍の傭兵として敗走中、偶然遺跡を見つけ、とにかく入ってみる。すると中には3つの扉があった。せっかくだからと「赤の扉」と彼が呼んだ扉を選んだ越前は、そこでクリムゾンという名の銃を手に入れた。
1996年、医師となっていた越前は、ヨーロッパを覆う謎の伝染病「KOT症候群」にかつての記憶と通じるものを感じ、クリムゾンを携えて捜索を始めた。しかし今、デスビスノスの放ったモンスターがクリムゾンを取り返すべく越前に襲いかかる。

## キャラクター
越前康介 / コンバット越前
本作の主人公。詳細はコンバット越前を参照。
ダニー
越前の傭兵時代の仲間。1960年8月9日生まれの35歳。傭兵をやめた後はサロニカの街で実業家として成功し、大金持ちに。
グレッグ
越前の傭兵時代の仲間。1958年6月7日生まれの37歳。現在は考古学者・大学教授でリムブルク在住。ダニーもグレッグも作中ではオープニングデモに声が登場するのみである。
スナブリン
ステージ3-2（シーン7）に登場する雑魚敵。黒い目隠し（?）にタラコ唇な顔をした球状の敵。デスビスノスのためにカルマを貯め、巣に持ち帰る蜜蜂のような存在とされる。後のシリーズ作品にも登場している。長らくファンから「クチビル君」と呼ばれていたが、正式名称が『フリーズ！ 〜デスクリムゾン・レゾナンス〜』で明かされたのは初登場から実に12年後のことである。
フライ・リハード
ステージ1のボスキャラクター。緑色の羽を持った巨大な鳥人。小物モンスターを呼び寄せる。
ムーラ
ステージ2のボスキャラクター。サソリあるいはムカデを連想させる外見だが、説明書には「砂漠にすむ軟体生物」で「激しく動くので要注意」とある。
デスビスノス
最終ボス。オープニングデモ冒頭で吠え声を上げていたのが、この最後の敵である。説明書には「機械が究極の進化をとげた生物」とある。

## キャスト
コンバット越前の甲高い声は誰が演じたのか、説明書やエンディングのスタッフロールには一切名前が掲載されていなかった。雑誌レビューで「下手くそ」とまで評され、当初は「忘れました」がエコールの公式なコメントだった。後に、他のキャラクターやナレーションなどそれ以外の声まで含めて全て、関西を中心にナレーターなどとして活動している声優のせいじろうが演じていたことが明かされている。

## スタッフ
- プロデュース：真鍋賢行
- トータル・プランニング：赤阪幸子
- システム・デザイン：沢田真也
- ゲーム・プログラム：矢野康二郎
- グラフィック・デザイン：M.Yoshimatsu
- 音楽：渡辺邦孝

## 評価

### 雑誌レビュアーの反応
発売前後に刊行されたゲーム雑誌でのレビューでは、こうした問題点を抱えた『デスクリムゾン』に対して厳しい評価が付けられた。
『週刊ファミ通』1996年8月16日号（当時・アスキー、後のエンターブレイン）における「クロスレビュー」では、当時の編集長・浜村弘一（ペンネーム・浜村通信）が、企画自体には理解を示しつつもゲームバランスや難易度、当たり判定に苦言を呈して3点を付けていた。他にも、昔見たアニメを大人になって見たときの感触にたとえ「「昔はこれでよかったんだよな」って感じ」と評した上で、成長する武器システムを楽しむには邪魔が多すぎると4点を付けたレビューや、「『バーチャコップ』をマネてみたが何もかも及ばなかった、という感じ」と3点を付けた酷評もあった。さらには
といったものさえあった。各自10点満点（総合40点満点）の中で2点以下は滅多に付けられない『ファミ通』のレビューでは、4人中1人が4点、3人が3点を付けた結果合計13点という極めて低い評価だった。
『セガサターンマガジン』（以下『サタマガ』、ソフトバンク出版事業部）1996年8月9日号においては、完成度「100%」というサンプルに対して、「これマジで出すんですか?」と題されたレビューが寄せられていた。そのレビューは「美しいCG」などと書かれた説明書と実際の画面の出来との落差に対して、「さっさとバーチャガン置いて家に帰りました。詳しいことは右や左のほうを参考にしてください」と2点を付けていた。このレビューの右には「消化不良のシステムが否!」と題して問題点の多さのためにせっかくのアイデアが「かなり損をしていると思う」と評して4点を付けたレビューが、左には「バーチャガンでも大変だわ」と題して初期クレジットの少なさなどを問題視した3点のレビューが並び、平均して3点という相当に低い点数である。
『SATURN FAN』の読者投票による「ゲーム通信簿」での評価は以下の通りとなっており、30点満点中14.1点となっている。また、1998年に刊行されたゲーム誌『超絶 大技林 '98年春版』（徳間書店）では、「モンスター達と死闘を繰り広げるガンシューティング。敵を倒すほど武器が成長するというRPGのようなシステムが斬新。しかし、敵の動きが荒い、敵の出現や攻撃の瞬間が不明瞭など、肝心な部分の作り込みが甘く、粗雑な印象を受ける」と紹介されている。
| 項目 | キャラクタ | 音楽 | お買得度 | 操作性 | 熱中度 | オリジナリティ | 総合 |
| 得点 | 2.0        | 2.7  | 2.2      | 2.2    | 2.2    | 2.7            | 14.1 |

### 読者投票ランキング
『サタマガ』の読者投稿レビュー企画「読者レース」においては、1996年11月22日号の初登場において規定投票数到達ソフト297本中297位の最下位、かつ当時の最低平均点「1.0909」を記録した。これは10点から1点までで付ける評価が10人分以上集まったところで初登場となるシステムで、計算上は11人中一人が2点、後は1点でこの点数が出ることになる。同号におけるその一つ上は『大冒険 セントエルモスの奇跡』（パイ）の2.5227点で、それまでにも例のない群を抜いた低成績だった。この初登場時の『デスクリムゾン』への読者レビューにも「ただのゴミ」などと罵倒するものも含めて厳しいコメントが並んだが、中には
という、『デスクリムゾン』のカルト人気の到来を予見したようなものも見られた。
『サタマガ』の「読者レース」において、後に『スタンバイSay You!』（ヒューマン）が初登場時1.0833点、最低1.0769点と最低点記録を更新するなど後発のソフトが最下位となることもあったものの、『デスクリムゾン』は最下位争いの常連としてランキング寸評でその動向が注目されるなどある種の名物となった。「デス様」という異名は1997年の春ごろにはマニアの間で用いられており、「読者レース」寸評などでも使われるようになっている。『サタマガ』が『ドリームキャストマガジン』（略称を正式名称にした『ドリマガ』を経て『ゲーマガ』（ソフトバンククリエイティブ））となってからも1999年7月23日増刊号まで継続していた計145回の連載中において、最下位獲得回数が最多の69回・連続最下位記録も最多の18回連続という記録を打ち立てつつ最下位でゴールインし、「最下位帝王」の称号を不動のものとした。連載終了後も同年いっぱい募集が続けられた「読者レース」の最終結果は、全セガサターンソフト1156本のうち有効投票獲得ソフト945本中945位、全得票平均点2.1058である。これは『ぱっぱらぱおーん』の945本中938位・2.4491点を下回った結果となっている。

### 書籍における反応
一方でいわゆる「クソゲー」を取り上げる書籍や雑誌連載においては、その内容や評価のために格好の題材にされてしまっていた。
その中でも、『超クソゲー』（太田出版）においては、『デスクリムゾン』のあまりのインパクトに、特に一節を割いてこれについての取材の顛末を記す形を取っている。その過程においてエコールへのインタビューが試みられ、最初は自身の発言を捉えて叩かれることを恐れたエコールから断られたものの、幾度かの折衝の末にファクシミリによるインタビューを行うことに成功している。その回答文は「『※』の意味は『黙して語らず』」と断った上で多くの質問に「※」と返答されたものではあったが、これをきっかけとして同書の筆者らによるエコール社長・真鍋賢行への直接のインタビューが実現、サブカルチャームック『QuickJapan vol.24』（太田出版）にこの模様が掲載された。

### ユーザーの反応
エコールの代表取締役でゲームクリエイターである真鍋によると、開発期間がたったの5か月でマスターアップ（開発完了）しなくてはならなかったのだといい、死ぬ気で頑張って働いて作ったものの、発売後しばらくの間にエコールに送り返されてきたアンケート葉書には「死ね!」「殺す!」というユーザーの過激な言葉が書かれていたという。
その一方で、インターネット上には『デスクリムゾン』について取り上げるサイトが次々と現れていた。『デスクリムゾン』をネタにしたページのみならず、これを褒め称えるものもあればエコール社などの最新情報を逐一報告するものもあり、中には「聖地巡礼」と称してエコール本社の入っているビルを訪れたりオープニングのロケ地を探し回ったり、果てはエコール社のアルバイト面接に臨んでその詳細なレポートを挙げるものまで現れた。発売から一年ぐらい経つ頃には、アンケート葉書には「これにめげずに頑張ってください」というような、制作スタッフを慰めるかのようなものも見られたという。
販売された本数が少なかったこともあって、後には市場価格が高騰、2001年頃にはインターネットオークションにおいても高額で取引されていたが、再販されたため流通量が増えて価格が下落し、現在は他のプレミア化したセガサターン用ソフトに比べて比較的安価に入手できる。

### 制作者の反応
真鍋らエコール側は発売当初、沈黙していたが、先述したファクシミリでのインタビューに動かされてか、徐々に態度を軟化させ雑誌・書籍のインタビューにも少しずつ応じるようになっていった。そうした中で『デスクリムゾン』開発の裏事情も明かされている。
- この作品を開発する前に日本国外を旅行していろいろ刺激を受けるような物を集めて、その中から表現するための物を模索している内に、エジプトを廻っているときに感じた「混沌とした暗黒性」と、バーチャガンがこのままでは埃をかぶってしまうという声を感じたというところから「せっかくだから」と開発を始めたという[49]。
- 多数の問題を抱えるようになった最大の原因は、スタッフの人数もノウハウも乏しいまま、ゲームの制作から説明書の執筆、販売促進用のTシャツのデザインまで行おうとしたために、力が分散してしまったためだという[50]。そしてゲーム制作のポリシーを崖っぷちギリギリを歩くことに例えた上でそこを踏み外して落ちてしまったと評したり[51]、あるいは「小さなバケツに10倍ぐらいのネタを入れて混ぜたら、底が抜けたり壊れたり」した[49]のだと評している。
- 「ムササビの血清がKOT症候群の特効薬である」などといった多数の設定があるのだが、制作時の余裕のなさのためにこれらが部分的にしか表現できなかった[50]。こうした裏設定を作ったことについて、真鍋は『ゼビウス』の影響を受けたと語っている。他に影響を受けたゲームとしては『トランキライザーガン』（セガのアーケードゲーム）の名前を挙げている[52]。
- オープニングデモのロケ地は和歌山県の友ヶ島にある由良要塞跡で、真鍋が自ら一人で島に渡って撮影した[46]。
- 「せっかくだから」については、越前が非常に前向きな精神の持ち主だから出てきた言葉だと解説している。『デスクリムゾン』の真のテーマは「精神の追い詰められた人間の狂気」で、そうした状況の中でそういう前向きな人間だからこそ、持ち主の精神を蝕む呪われた銃・クリムゾンにも耐えられたのだというところを本当は描きたかったのだという[53]。
- 撃たれた直後の無敵時間が無いのはプログラム上の事情でそうせざるを得なかったから。それと引き替えに、敵に対しても「追い撃ち」を仕掛けられるようにしたのだという[54]。
- なぜ越前の好物が焼きビーフンなのかについて、ステーキでは普通すぎて印象が無い、牛丼でもまだ普通というところに、スタッフの一人がケンミンの焼きビーフンを持ち込んで食べていたところからヒントを得たという[55][29]。
- セガの品質チェックの段階で引っかかっているのだが、そこを真鍋自らかなりの気合いで頼み込んで通してしまった[56]。それを懐深く受け入れてくれたセガへの、またそのセガを支えた大川功（CSK会長）への感謝も述べている[57]。

他のいわゆる「クソゲー」と『デスクリムゾン』の違いについて、『QuickJapan vol.24』でのインタビューで真鍋は、
というやりとりをインタビュアーと交わしている。
インターネット上の盛り上がりに対しては、当初は「知っています。心痛めつつ、笑って見ています」と答えていた。またその人気に対しても、一過性のものに過ぎず、本当にエコールやそのゲームを理解し共鳴している「真のファン」は10人ぐらいではないかとも見ており、『デスクリムゾン』がクソゲーでなくなった時点でどれぐらいのファンが残っているのかが見物だとも真鍋は語っている。

### 他のクリエイターなどの反応
ゲーム情報サイト「ジーパラドットコム」でのゲームクリエイターへのインタビュー企画においては、対戦格闘ゲーム『ソウルキャリバー』のプログラマーであるナムコ（後のバンダイナムコゲームス）の二村忍が、直前の回で登場した真鍋の紹介という形で登場し、『デスクリムゾン』について「強烈なエネルギーを放つ怪作」と評し、この作品に関心を持たない業界人はいないとも語っている。そして開発者の本気だけは痛いほど伝わってきたこの作品の続編が発表されたときには、心底嬉しく感じたという。

## その後

### イベント
後には真鍋はファンと積極的に交流するようにもなり、エコールの公式サイト上に電子掲示板を設けてユーザーの声に直接触れている。掲示板が荒らしに遭ったときには「辛抱強く対処することで、いずれ自分の行為を恥じる『良識』が芽生えることを信じております」という「大人の対処」を見せた。
2001年にはセガサターンソフトが再版できる最後のチャンスを利用して『デスクリムゾン』の再版を行い、東海道・山陽新幹線を主要駅で下車しながら各駅で待ち受けるファンに真鍋自ら手渡しで販売する「デストレイン」と称するイベントを開催した。このイベントには各駅で多数のファンが待ち受けたほか、前述のナムコ・二村や、当時テクモの「Team NINJA」リーダーだった板垣伴信など、真鍋と交流のある他社のゲームクリエイターも応援に駆けつけた。
コンバット越前ほかの声を演じたせいじろうも、ネット上で「素人がやっているんじゃないか」と評されたことがトラウマになっているというものの、2007年にはエコールが開いたイベント「エコールファン感謝祭」に特別ゲストとして招かれ、越前になりきって真鍋の質問に答えるというファンサービスを披露した。「中華味の焼きビーフンが好みで、カレービーフンはダメ」「友ヶ島へ行ったことはない」「好きだったサロニカ（ゲーム中に登場する街）はもう無くなってしまった」「イラクに自衛隊がいる時代だから、もう傭兵はやらない」「これからはムササビ専門の獣医をやるつもり」などと越前の声で答えてファンを沸かせた。
2008年にはオープニングのロケ地・友ヶ島へ真鍋やせいじろうがファンと共に渡る「デスクルーズ」と称するイベントを開き、真鍋自身が『デスクリムゾン』開発の舞台裏を基にフィクションを加えた書き下ろし小説『フリーズ! 〜デスクリムゾン・レゾナンス〜』を発表し参加者に手渡した。

### 現代美術化
福岡県在住の造形作家・角孝政は、『デスクリムゾン』を基に、クリムゾンが巨大に進化を遂げた姿をイメージした造形作品「巨大クリムゾン」を制作した。中にはセガサターン本体と『デスクリムゾン』のディスク、そしてバーチャガンの部品を利用した仕掛けが収められ、テレビと組み合わせて実際にプレイすることが可能である。制作の意図は、普通のゲームとはかけ離れた「異端」のこのゲームに対して、旧来の価値観や常識の逆転という現代美術の特徴と共通するものを感じたところから、ただでさえ難しく不条理なこのゲームをさらに遊びにくくしてしまうことで、そうした価値観のずれを極端に増幅したというものである。2005年に福岡アジア美術館で開催された現代美術の展覧会「第3回福岡アジア美術トリエンナーレ2005」に出展され、さらに会期終了間際の会場において作者と『デスクリムゾン』の生みの親・真鍋賢行との対談も行われた。「巨大クリムゾン」はイギリスでの美術展にも出展された後、福岡県那珂川市にある作者自身の私設美術館「不思議博物館」（#外部リンク参照）に収蔵されており、日曜日・祝日限定ではあるがプレイすることができる。

### ポプテピピック
2018年3月25日放送分のアニメ『ポプテピピック』第12話冒頭において、本作のオープニングムービーのパロディがあり、エンドロールにも企画協力としてエコールソフトウェアと真鍋の名前がクレジットされている。

## シリーズ作品
本作は下記のシリーズ作品が制作されている。詳細については各記事参照。
デスクリムゾン2 -メラニートの祭壇-
ドリームキャストで1999年11月25日発売。
シューティングに加えてアドベンチャーの要素も取り入れるなど様々なアイデアが盛り込まれたが、アドベンチャーパートがゲームのテンポを崩すなどしたために評価は芳しくなかった。
- 『ドリームキャストマガジン』1999年12月3日号のレビューでは5点・7点・4点。
- 『ファミ通』1999年12月3日号クロスレビューでは「芸術性を喪失してしまった」（羽田隆之・6点）とのコメントもあり、4+4+5+6=19点。
- 『電撃Dreamcast』1999年12月10日号レビューでは6点・7点・5点。

デスクリムゾンOX（デスクリムゾンオックス）
アーケード版が2000年に発売された後、ドリームキャスト版が2001年5月10日に発売。
『2』のシューティングパートを基に、純粋なガンシューティングとして再構成された。『2』の反省を生かしてスピーディーな展開となり、ようやく「普通のゲーム」として評価された。
『デスクリムゾンOX+』としてPlayStation 2にも移植された（2003年11月27日発売）。
- ドリームキャスト版については、ドリームキャストマガジン2001年5月11・18日号のレビューでは6点・7点・6点。
- 同じく『ファミ通』2001年5月11・18日号クロスレビューでは6+7+6+6=25点。各誌の中でただ一人シリーズ3作全てを批評した羽田は「らしさの点では煮え切らない印象」と6点を付けている。

ムサピィのみらくるデス魔宮
『デスクリムゾン』のムササビをモチーフにした「ムサピィ」が主人公のアクションゲーム。ワンダースワン向けに開発されていたが開発中止。
ムサピィの名は、後に同社タイトル『ムサピィのチョコマーカー』に受け継がれる。『フリーズ！ -デスクリムゾン・レゾナンス-』では「デスクリムゾン色をはずすためにタイトルをムサピィのチョコマーカーに変えて発表した」と語られている。
デスクリムゾン3 忌獣戦紀　〜スピアクロゥ編〜
2009年末頃より開発を始動したという『デスクリムゾン』シリーズの最新作。だが、ジャンルが「ガンシューかFPSかTPSかノベル」、発売されるかどうかも分からないという。

## 関連商品
サウンドトラック
- 『Death Crimson HISTORY』
  - 2001年4月19日発売。『デスクリムゾンOX』とのカップリング作で、エコールHP内のショップでのみ販売された。
- 『Death Crimson Soundtracks』
  - 2018年11月14日発売。渡辺邦孝が再録し自らの名義でリリースした。ゲーム本編で誤って収録された部分も修正され、未使用曲も収録された完全版となっている。

CDアルバム
- 『エスカルゴ・アラカル』
  - 2021年9月22日発売。作曲者渡辺邦孝によるCDアルバムで本作のオマージュ曲が4曲収録している[76]。また予約特典としてケンミン食品とのコラボレーション商品「コンバット越前も大好き！ケンミン焼ビーフン“デスクリムゾンクニタカ”エディション」が数量限定で発売された[77]。